# Crematogaster augusti
Crematogaster augusti es una especie de hormiga acróbata perteneciente a la tribu Crematogastrini, de la subfamilia Myrmicinae, orden Hymenoptera.
Fue descrita por Carlo Emery en 1895. Aparece registrada y publicada en una sección de Annales de la Société entomologique de France, 64. p. 15–56 de 1895.
La reina mide aproximadamente 7 mm de longitud.

## Distribución
Se distribuye por Asia, en Indonesia.